# Hornice
Hornice (něm. Hornitz, dřívější názvy i Hořenice, in Horonycz, Horzenicz, Hornicze, Cžornitz) jsou obec v okrese Třebíč v kraji Vysočina. Leží jihozápadně od města Třebíče, asi 10 km od Moravských Budějovic. Žije zde 65 obyvatel.
Sousedními obcemi sídla jsou Mladoňovice, Dešov, Třebelovice, Kdousov, Kostníky a Kojatice.

## Název
Název vesnice byl odvozen od osobního jména Horoň(a), což byla domácká podoba jména Horomír nebo Horomysl. Výchozí tvar Horonici byl pojmenováním obyvatel vsi a znamenal "Horoňovi lidé". Původ jména vesnice upadal postupně v zapomnění a jméno bylo přikloněno k obecnému hora (1407 Horynice, 1447 Hořenice). Od poloviny 15. století ukazují písemné prameny výhradně zkrácený tvar Hornice.

## Geografie
Hornicemi prochází ze západu na východ silnice II/408 z Dobré Vody do Dešova, severovýchodně ze zastavěného území obce pak vede silnice do Kojatic, severně pak z této spojky vychází užitková silnice do Velkého Újezdu. 
Většina území obce je zemědělsky využívaná a poměrně rovinatá, lesní porost se nachází jen na východním okraji vesnice kolem rybníka Bobák a Hornického rybníka a kolem nepojmenovaného potoka na jehož toku leží. Další lesy se nachází jihozápadně od vesnice nad svahem údolí řeky Bihanky.
Východně od území obce pramení nepojmenovaný potok, na kterém se na východním okraji vesnice nachází rybník Bobák, další nepojmenovaný potok pramení nedaleko Kojatic, protéká přes území obce a nachází se na něm Hornický rybník. Tyto dva potoky se slévají v jeden nepojmenovaný potok, který se na západní hranici území obce vlévá do Bihanky. Bihanka tvoří část západní hranice území obce a tvoří hluboké údolí.
Území obce je rovinaté a většina se nachází v nadmořské výšce kolem 450 metrů nad mořem, na západním okraji je však ohraničeno údolím Bihanky, které dosahuje cca 425 metrů nad mořem. Na jižním okraji území obce se nachází vrchol Lopata (465 m), těsně za západní hranicí území obce se nachází zaniklé hradiště Hornice na vrcholu s kótou 439 m. Na západní hranici se také nachází mnohé skalní útvary nad řekou Bihankou.
Zastavěné území obce se nachází uprostřed území obce, území obce je ze západu na východ poměrně úzké. Těsně za jihozápadní hranicí území obce se v údolí Bihanky nachází Tříletý mlýn, těsně za západními hranicemi se nad řekou Bihankou nachází někdejší hradiště Hornice. V údolí Bihanky se u silnice II/408 nachází samota. Těsně za severní hranicí území obce se nachází hřbitov a areál kláštera ve Velkém Újezdu a samotný Velký Újezd. Východní část zastavěného území obce je od hlavní části vesnice oddělena sadem, nad sadem a rybníkem Bobák se nachází tvrziště Hornice.

## Historie
První zmínka o obci pochází z roku 1358 (Horonycz), tvrz, která ve vsi měla později stát v tu dobu nebyla připomínána. V roce 1358 vesnice patřila Jindřichovi z Hornic a jeho manželce nebo vladykům z Kostníků. V roce 1407 byla vesnice prodána Heřmanovi z Lipnice, později pak přešla do majetku jeho dcery Markéty, která pak vesnici prodala v roce 1447 Mikulášovi Klouzalovi z Rynárce, ten vesnici vlastnil do roku 1464, kdy ji prodal Štěpánovi ze Slavíkovic. V roce 1515 pak koupil vesnici Adam z Bačkovic, ten ji získal od Filipa z Hornic. Adam z Bačkovic pak předal majetek dceři Anně, která vlastnila i Polici s tvrzí a tento majetek prodala v roce 1528 Janovi z Tavíkovic. Od té doby byly Hornice spojeny s polickým panstvím, v roce 1602 pak Dědice, Hornice, Bačkovice a Dešov patřily Ottovi Kotulínskému z Kotulína, ten je pak odkázal svému služebníku, ale vzhledem k tomu, že bylo dokázáno, že služebný Ottu Kotulínského zavraždil, tak pak jeho někdejší majetek připadl zemské komoře, která jej přidělila Benediktovi Palastimu z Kasejova a na Polici. Ale ten již v roce 1636 majetek ve vsi prodal Jakubovi Bechtoldovi z Uherčic.
Odděleny byly až v roce 1838. V tomto roce je hrabě August Segur prodal Karlu Nimpschovi, ten zakoupil také Kojatice a Dědice a připojil tyto obce do panství v Nových Syrovicích.
V roce 1911 byl ve vesnici založen spolek Omladina. Od roku 1919 pak byly Hornice opět samostatnou obcí. Roku 1921 pak byla ve vsi postavena kaplička. V roce 1942 byl rekvírován pro válečné účely zvon z kapličky, ale v obci zůstalo srdce zvonu a tak místní kovář vytvořil z traverzy nouzový zvon, ten sloužil až do roku 1972, kdy byl zakoupen nový zvon. V roce 1956 bylo ve vesnici založeno JZD, kdy pak v roce 1962 bylo začleněno do JZD Stráně v Kojaticích a následně pak bylo kojatické JZD začleněno v roce 1976 do JZD Dešov. V roce 1976 pak byly Hornice i Kojatice začleněny pod obec Dešov. Hornice se pak oddělily a staly se samostatnou obcí v roce 1990. V roce 2008 byl zakoupen do kaple nový zvon.
Do roku 1849 patřily Hornice do novosyrovického panství, od roku 1850 patřily do okresu Znojmo, pak od roku 1896 do okresu Moravské Budějovice a od roku 1960 do okresu Třebíč. Mezi lety 1850 a 1919 patřily Hornice pod Kojatice a mezi lety 1976 a 1990 byla obec začleněna pod Dešov, následně se obec osamostatnila.
| Rok            | 1869 | 1880 | 1890 | 1900 | 1910 | 1921 | 1930 | 1950 | 1961 | 1970 | 1980 | 1991 | 2001 | 2011 | 2021 |
| -------------- | ---- | ---- | ---- | ---- | ---- | ---- | ---- | ---- | ---- | ---- | ---- | ---- | ---- | ---- | ---- |
| Počet obyvatel | 156  | 158  | 148  | 145  | 139  | 158  | 168  | 119  | 120  | 120  | 114  | 84   | 80   | 80   | 61   |
| Počet domů     | 26   | 26   | 26   | 27   | 27   | 27   | 28   | 28   | 25   | 26   | 25   | 26   | 27   | 29   | 30   |

## Politika

### Volby do Poslanecké sněmovny
|       | 2006              | 2010              | 2013              | 2017              | 2021              |
| ----- | ----------------- | ----------------- | ----------------- | ----------------- | ----------------- |
| 1.    | KDU-ČSL (27,65 %) | ODS (27,27 %)     | KSČM (27,27 %)    | ODS (17,39 %)     | SPOLU (42,55 %)   |
| 2.    | KSČM (23,4 %)     | KSČM (22,72 %)    | KDU-ČSL (22,72 %) | STAN (15,21 %)    | ANO (27,65 %)     |
| 3.    | ODS (21,27 %)     | TOP 09 (15,9 %)   | ČSSD (13,63 %)    | KSČM (15,21 %)    | SPD (8,51 %)      |
| účast | 80,33 % (49 z 61) | 69,84 % (44 z 63) | 66,67 % (44 z 66) | 69,12 % (47 z 68) | 81,03 % (47 z 58) |

### Volby do krajského zastupitelstva
|      | 1.                    | 2.                | 3.                         | účast             |
| ---- | --------------------- | ----------------- | -------------------------- | ----------------- |
| 2000 | 4KOALICE (45,23 %)    | KSČM (19,04 %)    | ODS (16,66 %)              | 64,61 % (42 z 65) |
| 2004 | KDU-ČSL (58,06 %)     | ODS (19,35 %)     | KSČM (9,67 %)              | 51,61 % (32 z 62) |
| 2008 | ODS (35,89 %)         | KDU-ČSL (20,51 %) | KSČM (17,94 %)             | 64,52 % (40 z 62) |
| 2012 | STO (35 %)            | KSČM (20 %)       | KDU-ČSL (15 %)             | 58,82 % (40 z 68) |
| 2016 | STO (35 %)            | KDU-ČSL (15 %)    | ČSSD (12,5 %)              | 57,97 % (40 z 69) |
| 2020 | ODS+STO (26,47 %)     | KDU-ČSL (23,52 %) | Pro TOP Vysočinu (11,76 %) | 57,63 % (34 z 59) |
| 2024 | ODS+TOP 09+STO (50 %) | ANO (23,8 %)      | KDU-ČSL (14,28 %)          | 68,85 % (42 z 61) |

### Prezidentské volby
V prvním kole prezidentských voleb v roce 2013 první místo obsadil Miloš Zeman (12 hlasů), druhé místo obsadil Jan Fischer (9 hlasů) a třetí místo obsadil Zuzana Roithová (6 hlasů). Volební účast byla 77,27 %, tj. 51 ze 66 oprávněných voličů. V druhém kole prezidentských voleb v roce 2013 první místo obsadil Miloš Zeman (26 hlasů) a druhé místo obsadil Karel Schwarzenberg (24 hlasů). Volební účast byla 78,13 %, tj. 50 ze 64 oprávněných voličů.
V prvním kole prezidentských voleb v roce 2018 první místo obsadil Miloš Zeman (21 hlasů), druhé místo obsadil Jiří Drahoš (17 hlasů) a třetí místo obsadil Pavel Fischer (8 hlasů). Volební účast byla 83,58 %, tj. 56 ze 67 oprávněných voličů. V druhém kole prezidentských voleb v roce 2018 první místo obsadil Miloš Zeman (28 hlasů) a druhé místo obsadil Jiří Drahoš (28 hlasů). Volební účast byla 84,85 %, tj. 56 ze 66 oprávněných voličů.
V prvním kole prezidentských voleb v roce 2023 první místo obsadil Petr Pavel (11 hlasů), druhé místo obsadil Andrej Babiš (11 hlasů) a třetí místo obsadil Marek Hilšer (11 hlasů). Volební účast byla 89,83 %, tj. 53 ze 59 oprávněných voličů. V druhém kole prezidentských voleb v roce 2023 první místo obsadil Petr Pavel (33 hlasů) a druhé místo obsadil Andrej Babiš (23 hlasů). Volební účast byla 91,80 %, tj. 56 ze 61 oprávněných voličů.

## Zajímavosti a pamětihodnosti
- Bývalá tvrz, která byla na zlaté cestě z Jemnice do Znojma
- Kaple sv. Jana Nepomuckého, rozhodnutí o stavbě bylo vydáno v roce 1913, postavena měla být v nákladu kolem 5 tisíc korun v roce 1914, ale dostavena nebyla. Dokončena byla až mezi lety 1920 a 1921. V březnu roku 1942 byl rekvírován zvon z kaple, nouzový však místní občané pověsili hned v dubnu téhož roku. Ten visel v kapli až do roku 1972, kdy byl pořízen nový zvon, ten zvonil až do roku 2008. V ten rok proběhla rekonstrukce celé kaple a odlití nového zvonu[28]
- Boží muka na silnici z Hornic do Kojatic, opravena v roce 2018[29]